# Bombina microdeladigitora
Bombina microdeladigitora es una especie de anfibio anuro de la familia Bombinatoridae. Se encuentra en China y en Vietnam. Su hábitat natural son los bosques templados, pantanos, marismas de agua dulce. Está amenazado por la pérdida de su hábitat.